# Georg von Dollmann
Georg Carl Heinrich von Dollmann, född 1830 i Ansbach, död 1895 i München, var en tysk arkitekt.
Dollmann var hovarkitekt hos kung Ludvig II av Bayern och utförde åt denne praktslotten Neuschwanstein, i medeltida borgstil (1869–1875), Linderhof, i fransk barock (1870–1886) och Herrenchiemsee (1878) som skulle imitera och tävla med Versailles, men som i likhet med Neuschwanstein blev endast delvis fullbordat.